# Jacqueline Klasen
Pour les articles homonymes, voir Klasen.
Jacqueline Klasen, née le 4 février 1994 à Dortmund, est une footballeuse internationale allemande évoluant au poste de milieu défensif. Depuis 2011, elle évolue au SGS Essen.

## Biographie

### En club

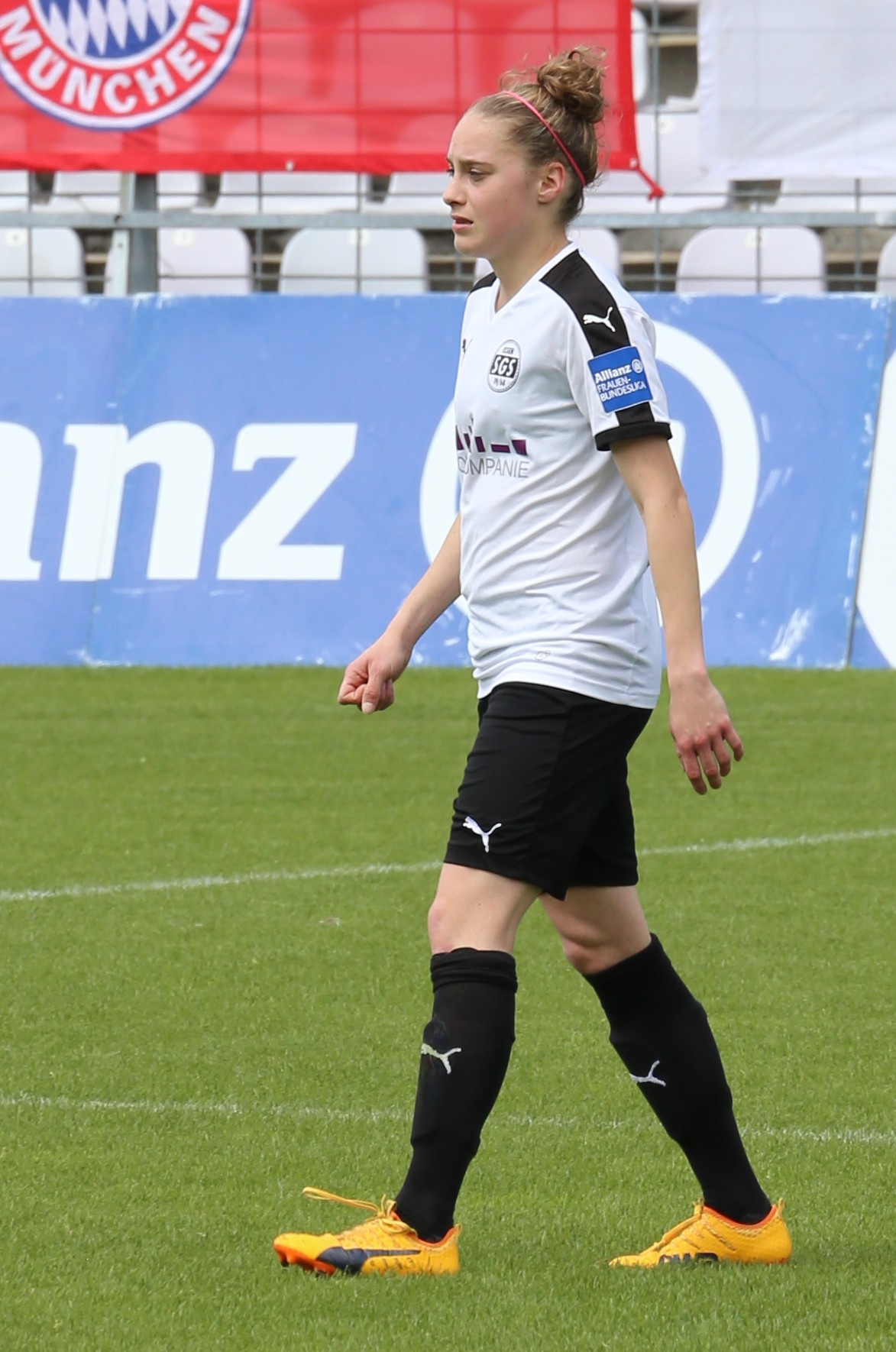
Jacqueline Klasen avec le SGS Essen lors d'un match de Bundesliga féminine le 21 mai 2017

Jacqueline Klasen commence à jouer au football au SG Phönix-Eving à Dortmund. À Lünen, elle joue ensuite pour les équipes masculines du VfB 08 Lünen et du BV Lünen 05. Au milieu des années 2000, elle joue pour le SG Beckinghausen. En 2006, elle évolue dans l'équipe des moins de 17 ans du TuS Niederaden. L'allemande passe la saison 2008-2009 avec le Hombrucher SV. 
Lors de l'été 2009, elle arrive au SG Lütgendortmund. Là, elle joue à la fois chez les juniors B au sein la Regionalliga West et - à défaut de joueurs - participe aux matchs de la première équipe, au sein de la Regionalliga West féminine. 
Lors de l'été 2011, elle rejoint le SGS Essen en Bundesliga féminine. Le 21 août 2011, à l'âge de 17 ans, elle fait ses débuts en Bundesliga, lors d'un match à l'extérieur contre le 1. FFC Francfort, en remplaçant Isabelle Wolf à la 77e minute. Le 27 avril 2014, Jacqueline marque son premier but en Bundesliga contre le MSV Duisbourg.

### En équipe nationale
Le 28 février 2012, elle fait ses débuts avec les moins de 19 ans, en compagnie de sa coéquipière au SGS Essen, Isabelle Wolf. Lors du match contre les Pays-Bas à Cuijk, elle remplace Lina Magull à la 46e minute.
Le 20 septembre 2016, elle fait ses débuts internationaux avec l'Allemagne, lors des éliminatoires du Championnat d'Europe contre la sélection hongroise.

## Vie privée
Jacqueline Klasen est diplômée du lycée professionnel de Lippe, avec un diplôme d'études secondaires pour les questions sociales et de santé. 